# Lanchester 4×2
El Lanchester 4 × 2 era un automóvil blindado británico construido sobre el chasis y con el motor del turismo Sporting Forty fabricados por la firma automovilística Lanchester Motor Company tuvo un amplio servicio con el Real Servicio Aéreo Naval (RNAS) durante la Primera Guerra Mundial. El Lanchester fue el segundo vehículo blindado más numeroso en servicio británico durante la Primera Guerra Mundial después del automóvil blindado Rolls-Royce.

## Historia y diseño
El Lanchester era un automóvil blindado con torreta, construido sobre el chasis del turismo de lujo Lanchester Sporting Forty. El diseño del Lanchester era similar al del Rolls-Royce, con un motor montado en la parte delantera, compartimento de la tripulación en la cubierta de carga media y trasera; El compartimiento de combate y la torreta eran similares al Rolls-Royce. El motor del Lanchester estaba ubicado al lado de los pies del conductor, permitiendo un blindaje frontal más efectivo y con mejor inclinación que en el Rolls-Royce.
El Real Servicio Aéreo Naval (RNAS) contaba con una heterogénea colección de vehículos estacionados en Dunkerque en 1914, algunos de ellos, automóviles de turismo Lanchester de 25 y 38 hp. En diciembre de 1914, el prototipo de lo que se convertiría en el vehículo blindado Lancaster fue producido a partir de un Lancaster Sporting Forty. El diseño estuvo muy influenciado por las experiencias del comandante Charles Samson y sus subordinados. Siguieron los modelos de serie, producidos en Gran Bretaña desde principios de 1915; las únicas diferencias con el prototipo fueron los trabajos de refuerzo y fortalecimiento del chasis, suspensión, y ruedas. 
Se realizaron una serie de cambios en el chasis del Sporting Forty, incluido su refuerzo para acomodar el peso adicional del blindaje, la suspensión fue reforzada, se instalaron ruedas de radios Rudge-Whitworth con bujes de liberación rápida; que eran dobles en la parte trasera para mejorar la conducción. El motor monobloque de seis cilindros de Lanchester, entregaba una potencia útil de 60 hp (45 kW) y tenía muchas características novedosas para la época, incluyendo doble encendido y lubricación a presión completa. La transmisión se realizaba a través de una caja de cambios epicíclica pre-selectiva muy avanzada.
La torreta y la parte trasera estaban construidas de planchas laminadas. La torreta tenía dos pequeñas escotillas traseras y superiores de dos piezas, y en el extremo opuesto estaba montada una ametralladora Vickers calibre 7,70 mm (.303) refrigerada por agua; otra, más liviana, del tipo Lewis, también podía almacenarse en el interior y dispararse desde los puestos de tiro.
Contaba con un parabrisas plegable con visores y dos ventanas obstruidas más dos puestos de tiro pequeños a cada lado del área de conducción. Se accedía al interior que no tenía compartimentación por dos puertas traseras. Detrás de la torreta descansaba una plataforma de servicio de almacenamiento trasero y dos grandes cajas de almacenamiento en la parte superior de los guardabarros traseros. Entre los dos ejes, en la sección de la parte inferior del cuerpo, se unieron dos tablas y plataformas para conseguir espacio adicional. Equipo eléctrico, palas y llantas fueron adheridas o guardadas arriba. Este equipo era muy similar o idéntico al del automóvil blindado Rolls-Royce en servicio, lo que permitía y facilitaba el mantenimiento.

## Servicio
En 1915, tres escuadrones de la Royal Naval Armoured Car Division (RNACD) fueron equipados con vehículos blindados Lanchester y enviados a Francia. En septiembre de 1915, la RNACD se disolvió y el ejército asumió el control de los vehículos blindados, y las unidades pronto quedaron bajo el mando del Machine Gun Corps (Cuerpo de Ametralladoras), este último decidió estandarizar el parque de vehículos al automóvil blindado Rolls-Royce para reducir las demandas logísticas de operar varios tipos de vehículos, y los Lanchester fueron retirados a Gran Bretaña, mientras que los vehículos de uno de los escuadrones que servían en Bélgica fue entregado al ejército belga al que más tarde, se les prestaron entre 10-15 unidades más. 
Alrededor de 36 Lanchester formaron el núcleo de una gran fuerza al mando del comandante Oliver Locker-Lampson que fue enviado a Rusia para ayudar al gobierno imperial ruso. La fuerza zarpó a finales de 1915, rumbo a Arcángel , pero los buques encontraron fuertes tormentas en el camino y mar helado, llegando finalmente al puerto de Alexandrovsk. Allí se descubrió que los automóviles se habían soltado de sus amarres en las bodegas durante las tormentas y algunos habían sufrido graves daños, además, muchos de sus radiadores se habían agrietado a causa del clima helado ya que no habían sido drenados antes de la salida, por lo que todos fueron devueltos a Gran Bretaña para su reparación.
En 1916, la fuerza de Locker-Lampson, el No 1 Squadron, Royal Naval Armoured Car Division, regresó a Rusia con sus Lanchester y otros vehículos, y toda la unidad ahora bautizada como Russian Armoured Car Division se dirigió hacia el Cáucaso, donde eran la mayoría de las fuerzas que operaba en todo el Cáucaso hasta la frontera turca; mientras que, un destacamento se dirigió hacia el norte de Persia. Cuando en octubre llegó la temporada de lluvias, la división atravesó las costas del norte del Mar Negro hacia Rumania. En junio de 1917, la unidad se mudó a Galitzia para apoyar la infructuosa Ofensiva de Kérenski. En noviembre de 1917 la Revolución rusa había derrocado al gobierno provisional, poniendo fin a las operaciones de la división, por lo que en enero de 1918 toda la unidad fue evacuada desde Arcángel de regreso a Inglaterra.
Cuando regresaron a Gran Bretaña en 1918, los Lanchester del Escuadrón No 1 de Locker-Lampson habían recorrido más de 85 000 km (53,000 millas), muy por encima que cualquier otro vehículo usado durante la Primera Guerra Mundial, y en terrenos tan diferentes como montañas, desierto y en condiciones árticas; en servicio demostraron ser confiables y rápidos. Los Lanchester fueron operados de una manera que se convertiría en la norma para los vehículos blindados en la guerra blindada, actuando como exploradores, vehículos de apoyo y asaltantes, generalmente operando muy por delante del cuerpo principal. 
El Ejército Imperial Ruso recibió veintidós vehículos en diciembre de 1915 y todos menos tres fueron rearmados con cañones navales QF de 37 mm de los que algún ejemplar fue capturado por los austriacos. Más tarde a cierto número de estos ejemplares y otros abandonados por los británicos se les encuentra dando apoyo al Ejército Blanco, participando en la Guerra civil rusa, y siendo algunos capturados por el Ejército Rojo .

## Galería

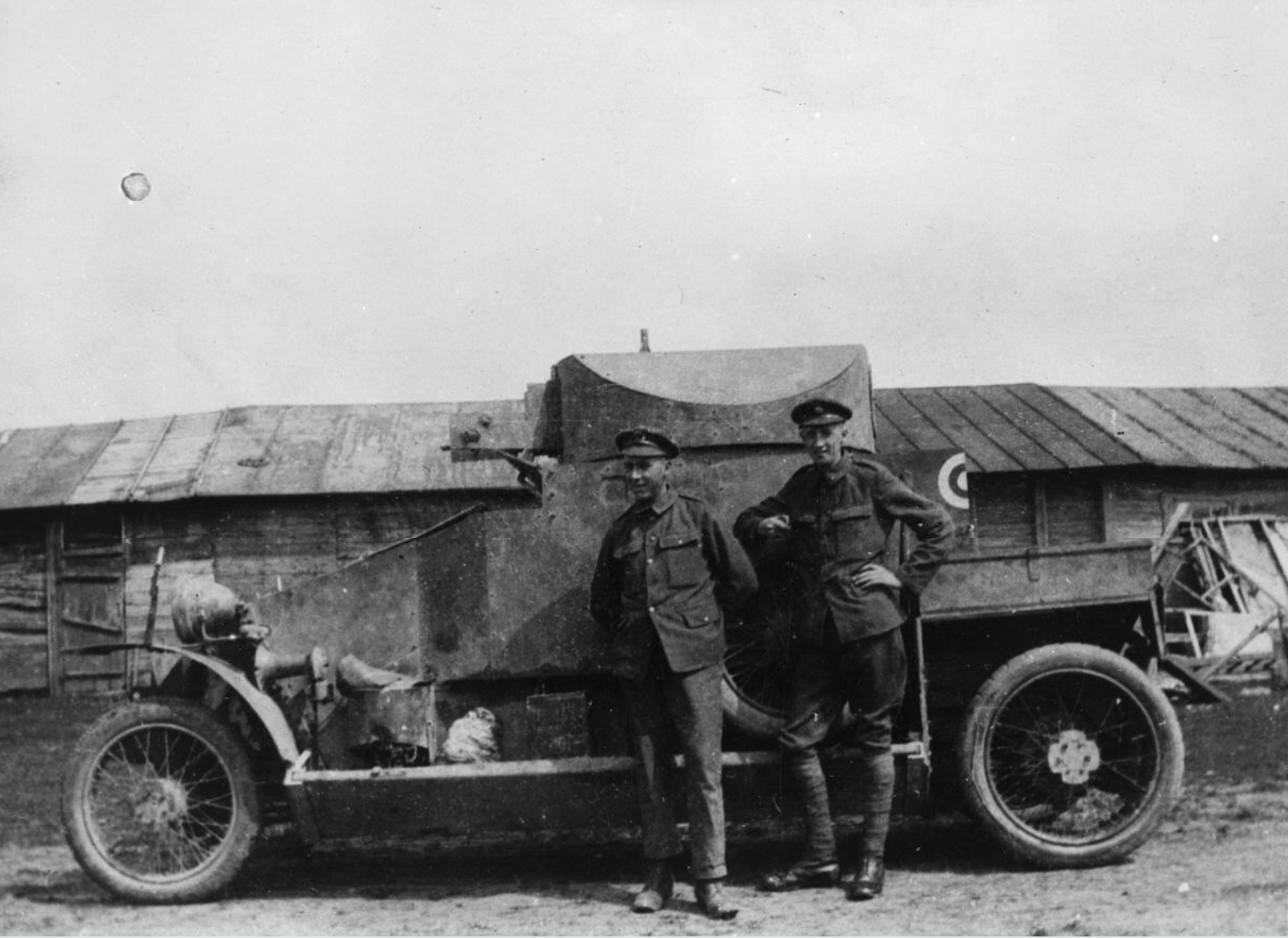
Soldados de la Russian Armoured Car Division con un Lanchester.
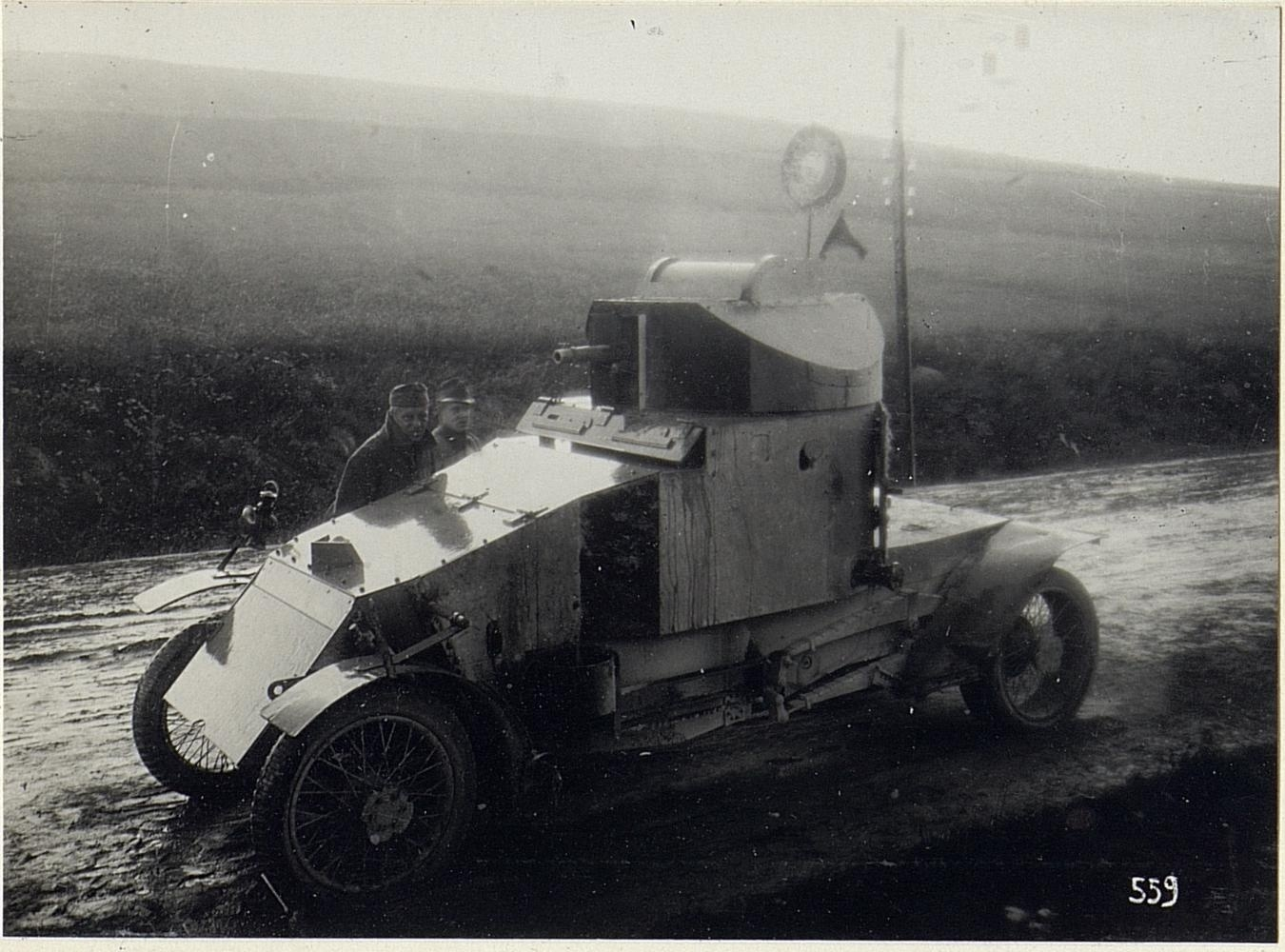
Lanchester ruso armado con un Hotchkiss QF de 37 mm, capturado por los austriacos.
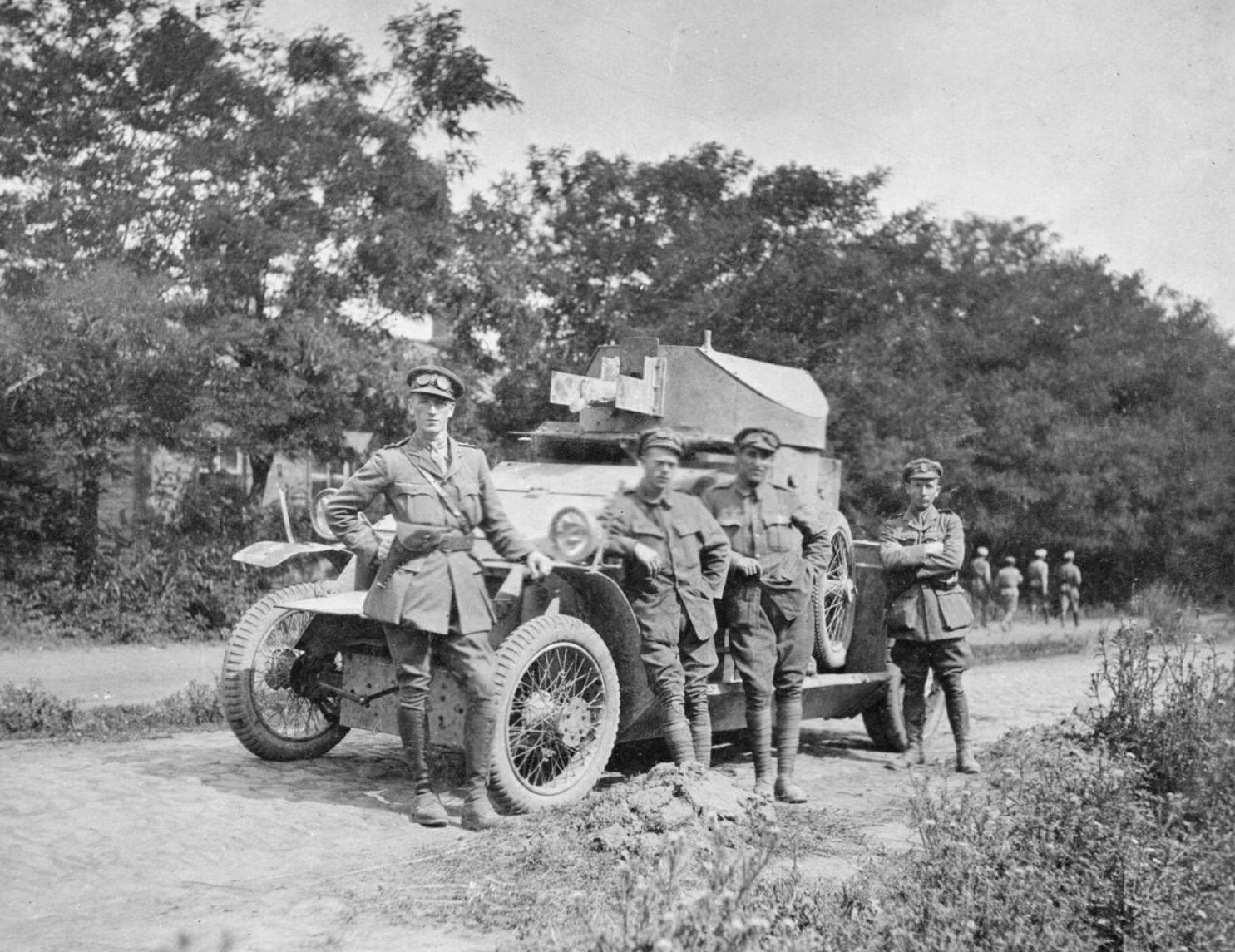
Oficiales y tropas de la Russian Armoured Car Division con un Lanchester en Galitzia, verano de 1917.
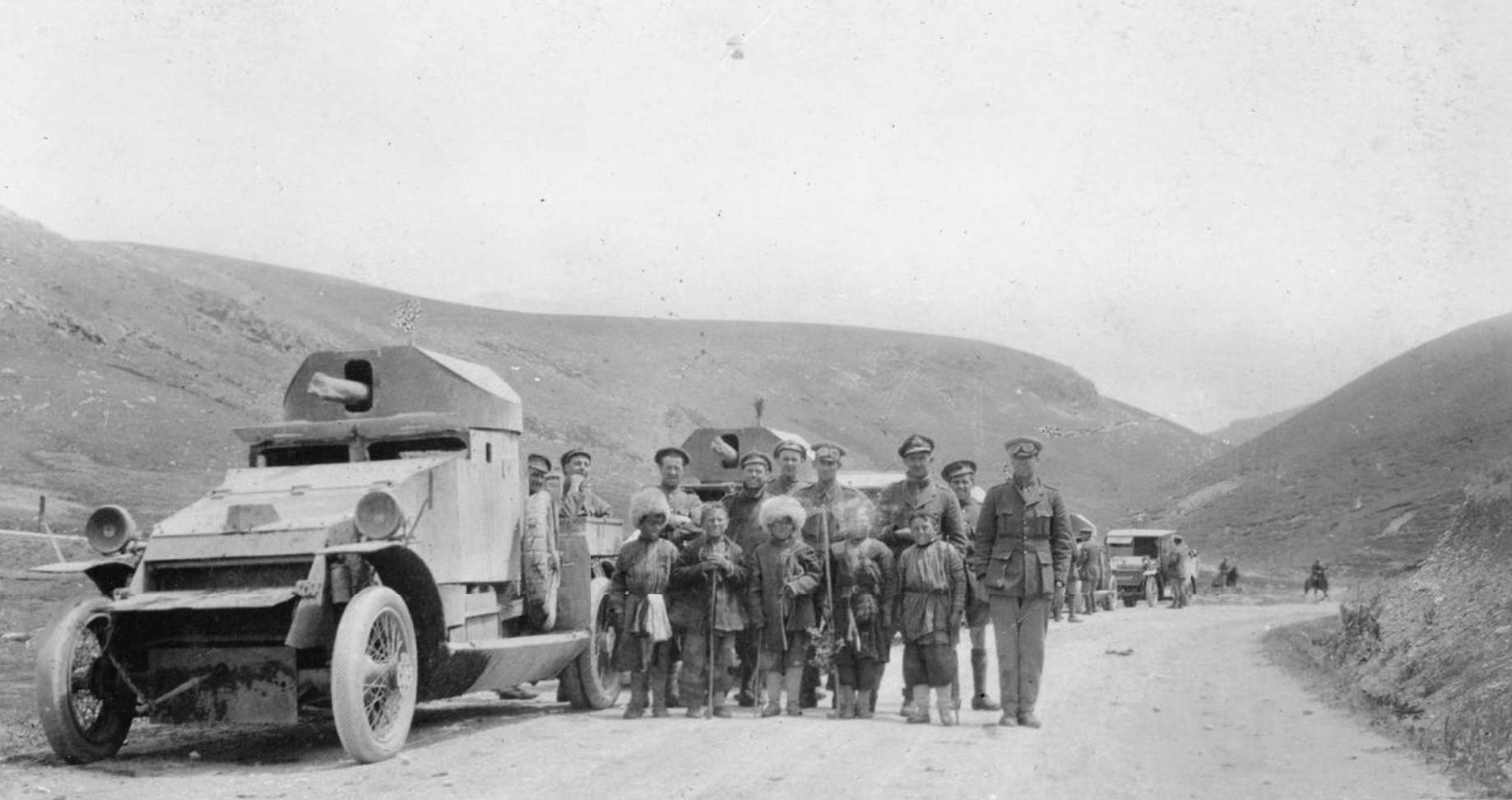
Lanchester y tripulaciones de la Russian Armoured Car Division con niños locales en Armenia, 1916.
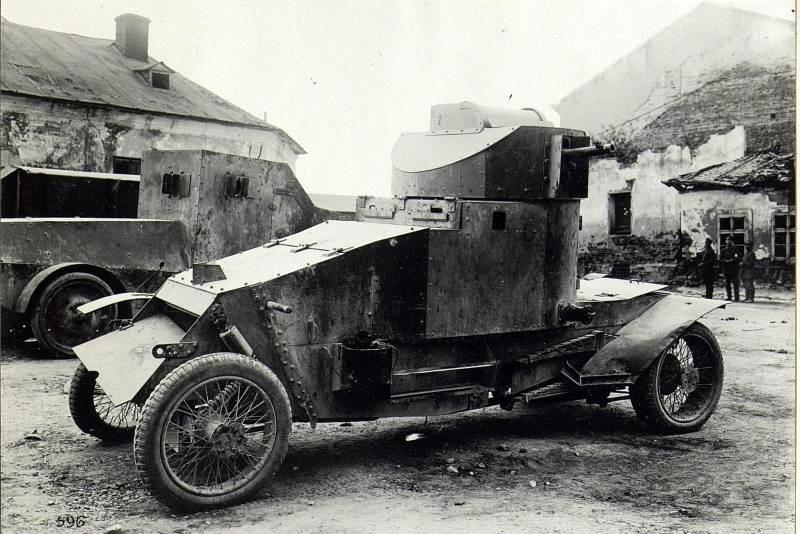
Lanchester ruso capturado en agosto de 1917, Zólochiv, Ucrania.

### Vehículos blindados de similares características, uso y época
- Austin Armored Car
- Charron modelo 1905
- Ehrhardt EV/4
- Izhorski-FIAT
- Lancia IZ
- Automóvil blindado Minerva
- Peugeot modelo 1914
- Renault modèle 1914
- Automóvil blindado Rolls-Royce
- Sheffield-Simplex
- White AM modelo 1915/1918

- Anexo:Vehículos blindados de combate de la Primera Guerra Mundial